# Sony Ericsson W660i
Sony Ericsson W660i為Sony Ericsson於2007年7月3日所推出的行動電話，內建200萬畫素相機。

## 特色
此機最大特色在於背面的花雕裝飾，紅色為薔薇花，黑色的則為LP唱片紋路。